# Charmahin
Charmahīn o Chermahīn (farsi چرمهین) è una città dello shahrestān di Lenjan, circoscrizione Bagh-e Bahadoran, nella Provincia di Esfahan. Aveva, nel 2006, una popolazione di 12.292 abitanti.